# Aspitates nigricans
Aspitates nigricans är en fjärilsart som beskrevs av Jourdhouille 1883. Aspitates nigricans ingår i släktet Aspitates och familjen mätare. Inga underarter finns listade i Catalogue of Life.